# Krikkenius smeenki
Krikkenius smeenki är en skalbaggsart som beskrevs av Jan Krikken 1982. Krikkenius smeenki ingår i släktet Krikkenius och familjen bladhorningar. Inga underarter finns listade i Catalogue of Life.